# Antifa
Antifa a fost o grupare extremistă din Republica Moldova suspectată că pregătea unele acțiuni cu caracter violent și antistatal după scrutinul parlamentar din 30 noiembrie 2014. „Capul” organizației criminale, Mihail Amerberg, a fost reținut alături de mai mulți complici pe data de 26 noiembrie, asupra lor fiind găsite o cantitate impunătoare de armament și sume bănești.

## Efectuarea perchezițiilor
În data de 26 noiembrie 2014 forțele de securitate ale Republica Moldova au efectuat o serie de percheziții la 15 locații ale membrilor grupării extremiste „Antifa”, inclusiv la domiciliile lui Pavel Grigorciuk și Mihail Amerberg, ambii fiind considerați conspiratori ai pregătirii pentru executarea unor acțiuni cu caracter violent după scrutinul parlamentar din 30 noiembrie.
În cadrul unei conferințe de presă din aceeași zi procurorul Viorel Morari și șef-adjunctul Inspectoratului General al Poliției, Gherghe Cavcaliuc, au menționat că fost descoperite planuri detaliate ale clădirilor unde își au sediile Comisia Electorală Centrală și a televiziunea publică. Poliția bănuiește că se plănuia atacul asupra acestor instituții.
Gruparea extremistă a fost condusă de Grigore Petrenco, care alături de Renato Usatîi, ambii au fost candidați la funcția de deputat, până la excluderea (27 noiembrie) partidului „Patria”, condus de ultimul, din campania electorală pentru că a folosit mijloace financiare (8,158,506 lei) din străinătate (se presupunde din Rusia).

## Rezultatele anchetei

### Percheziții
În cadrul perchezițiilor, organele de drept au găsit 32 de arme (pistoale-mitralieră, mitraliere, pistoale cu amortizator, revolvere, 4 arme pneumatice, o lunetă, etc), muniții (cartușe de 5.45, 5.6, 7.32, 7.62x25, 9x19 mm, etc), 8 grenade (RGD-5, RGD-7 și UZRGM), cutii de trotil (400 g) cu declanșator de la distanță, un aruncător de grenade, 20 de cocteiluri Molotov și 12 arme alme (cuțite și pumnale). De asemenea, au fost depistate stații radio, aparataj tehnic, echipament (camuflaje, cagule, lanterne, etc) și sume mari de bani, inclusiv 300,000 de lei moldovenești și 250,000 de ruble rusești cu ștampile ale băncilor din Federația Rusă.

### Suspecți
Printre suspecții se numără persoane cu vârsta de 25 și 35 de ani, din Chișinău, Bălți, Ialoveni și Soroca. Una din persoanele racolate de gruparea „ANTIFA” este militar în termen, care avea acces la diferite arme și muniții. O altă persoană membră a grupării este un profesor, avea misiunea de a racola tineri.
Din „Antifa” fac parte persoane condamnate anterior sau urmărite penal pentru jafuri, huliganism, una dintre persoanele implicate este dată în căutare. 
Persoanele suspectate sunt cercetate pentru organzairea unei grupări criminale și tentativei de destabilizare a situației social-politice din țară. Aceștia riscă de la 8 la 15 ani de închisoare.

## Legături cu jaful de la „Metro”
„Unul dintre activiștii «Antifa» ar avea legătură cu jaful de la «Metro» (Metro «Rîșcani») din 30 mai 2014, în urma căreia o persoană a decedat”. Declarațiile au fost făcute de reprezentanții Procraturii Generale și ai Inspectoratului General de Poliție.
Potrivit colonelului de poliție Gheorghe Cavcaliuc, în urma descinderilor din 26 noiembrie a polițiștilor de la „Fulger” a fost reținută concubina unuia dintre membrii Antifa pentru 72 de ore. Aceasta este concubina lui Oleg Timofti, care se află acum în detenție fiind bănuit că ar fi implicat în atacul asupra incasatorilor din noapte de 30 mai 2014, atunci fiind furate cca. 1 milion de euro.

## Legături externe
- Interceptări de convorbiri telefonice privind organizarea tulburărilor sociale după alegeri (AUDIO) Arhivat în 28 noiembrie 2014, la Wayback Machine. Publika TV
- Scenariu de razboi la Chisinau: gruparea Antifa e acuzata ca intentiona sa preia controlul tarii prin violenta dupa alegeri ProTV.ro
- Cinci membri ai mișcării „Antifa” arestați în Moldova Europa Liberă